# Guille Bueno
Guillermo „Guille“ Bueno López (* 18. September 2002 in Vigo) ist ein spanischer Fußballspieler. Der Linksverteidiger steht aktuell bei Real Valladolid unter Vertrag.

## Karriere
Nach seinen Anfängen in den Jugendabteilungen des CD Areosa wechselte Bueno im Sommer 2020 in die Jugendabteilung von Deportivo La Coruña. Dort wurde er mit 18 Jahren in die erste Mannschaft, die in der zweitklassigen Segunda División B antrat, integriert, ohne aber in dieser eingesetzt zu werden. Im Sommer 2021 erfolgte ein Wechsel zu Borussia Dortmund, wo Bueno fest für die in der 3. Liga spielende U23 eingeplant war. Somit folgte er dem Beispiel seines zwei Jahre älteren Landsmanns Mateu Morey, der mit 19 ebenfalls zum BVB gewechselt war. Deportivo La Coruña gab später zeitweise an, gegen Borussia Dortmund klagen zu wollen, da zunächst keine Kenntnisnahme über einen Transfer des Spielers bestanden haben soll. „Wir sind uns im Falle des Wechsels von Guille Bueno keiner Schuld bewusst. Ich habe mehrfach mit dem Sportdirektor [La Coruñas] telefoniert und ihn über unser Interesse informiert. La Coruña wollte den Spieler gerne behalten und ärgert sich jetzt wahrscheinlich über den Verlust dieses Talents“, kommentierte Teammanager Ingo Preuß die Anschuldigungen. Zuvor war beispielsweise das Angebot über eine Vertragsverlängerung bis zum Jahr 2022 seitens Buenos abgelehnt worden.
In der Hinrunde saß der Spanier, der alleine nach Deutschland gekommen war, die meiste Zeit auf der Bank und kam nur auf zwei Kurzeinsätze. Auf der linken Seite hatten sowohl defensiv wie auch offensiv die Mitspieler Ole Pohlmann, Berkan Taz, Haymenn Bah-Traoré und Lennard Maloney den Vorzug erhalten. In den letzten sieben Partien der Saison wurde Bueno jeweils von Beginn an als linker Mittelfeldspieler eingesetzt, nachdem die zuvor genannten Spieler alle auf jeweils andere Positionen bzw. in die zweite Reihe gerückt waren. Den Status als Stammkraft konnte der mittlerweile 19-Jährige in der Hinserie der Spielzeit 2022/23 weiter festigen, im Sommer 2022 setzten ihn jedoch zeitweise Rückenprobleme außer Gefecht, zwischen Mitte Februar sowie Ende März 2023 verpasste er hingegen sieben Spiele in Folge einer Knieverletzung. Mit 18 Zählern aus den letzten zehn Saisonspielen schaffte es der Spanier mit der Dortmunder U23 noch, den zeitweise gefährdeten Klassenerhalt zu sichern und vor Konkurrenten wie Rot-Weiss Essen oder Erzgebirge Aue auf Rang 13 zu landen.
In der folgenden Sommerpause reiste Bueno neben den weiteren Spielern aus der U23 Marian Kirsch, Antonios Papadopoulos, Hendry Blank, Ole Pohlmann, Samuel Bamba und Paul-Philipp Besong mit dem Bundesligateam in die USA und kam dort in Testspielen zum Einsatz. Im Gegensatz zu Pohlmann wurde Bueno allerdings zum Saisonstart nicht fest im Team von Trainer Edin Terzić aufgenommen, aber als einer von sechs Akteuren auf die so genannte „B-Liste“ für den Champions-League-Kader gesetzt. Nach neun Startelfmandaten auf der Linksverteidigerposition in Folge saß Bueno Anfang Oktober 2023 dann erstmals bei einem Bundesligaspiel auf der Bank, wurde aber nicht eingewechselt. Anschließend erhielt er eine Vertragsverlängerung bis zum 30. Juni 2026.
Zum 3. Spieltag der Zweitligasaison 2024/25 wechselte der Spanier für ein Jahr auf Leihbasis zum Bundesligaabsteiger SV Darmstadt 98.
Im Sommer 2025 wechselte Bueno zu Real Valladolid.

## Persönliches
Buenos Zwillingsbruder Hugo ist ebenfalls Profifußballspieler.